# 大沽路 (上海)
大沽路是中華人民共和國上海市靜安區和黃浦區一條東西走向道路，西起石門一路，東至黃陂北路，全长841米，宽10.9至13.9米。路名來自於天津大沽。道路原址是一條河流，清同治元年（1862年），當局填埋河流以及修建道路並將道路定名為大沽路。光绪二十四年（1898年）道路延伸，道路更名為老大沽路。中華民国19年（1930年），静安区境內的道路修建，並定名為新大沽路。1966年，老大沽路延伸，同時新大沽路和老大沽路合併，當局再次將道路定名為大沽路。